# Ling Feng Zhe
Ling Feng Zhe (chinesisch 领风者 lǐng fēng zhě, zu Deutsch „Führer“) ist eine chinesische Zeichentrickserie über Karl Marx, die von Bilibili veröffentlicht wurde.

## Inhalt
Die Produktion konzentriert sich auf das Leben des deutschen Denkers Karl Marx und auf seine politischen und wirtschaftlichen Theorien, seine Beziehung zu Jenny von Westphalen und seine Freundschaft mit Friedrich Engels. Die Geschichte wurde wie folgt beschrieben:

„Marx war ein großer Mann, der aufrecht zwischen Himmel und Erde stand, dessen ideologisches System, das sein ganzes Leben lang etabliert wurde, alle schlafenden Proletariate auf der ganzen Welt erweckte und die historische Entwicklung der Welt tief beeinflusste,[und ebenso] ein gewöhnlicher Mensch aus Fleisch und Blut. Seine Liebe zu Jenny, die auf viele Hindernisse stieß, und die Freundschaft mit Engels, die sie fast verfehlt hätten, wurden schließlich legendär.“

## Produktion und Ausstrahlung
Die Zeichentrickserie wurde bestellt vom seit 2004 bestehenden Marxismusbüro der chinesischen Regierung, einer Initiative der Kommunistischen Partei Chinas. Es wurde vom Animationsstudio Dongmantang und/oder Wawayu in Zusammenarbeit mit der Chinesischen Akademie der Sozialwissenschaften, der staatlichen Zeitung Renmin Ribao, dem Think Tank Weiming Culture Media, der Inner Mongolia Film Group, der Propaganda-Abteilung des Parteikomitees der Autonomen Region Innere Mongolei und der Zentralen Propaganda-Abteilung der Kommunistischen Jugendliga produziert. Die Produktion steht im Einklang mit der Forderung des chinesischen Präsidenten Xi Jinping, dass die Menschen mit der Lebensgeschichte von Marx vertraut sein müssen und die sozialistische Vergangenheit Chinas nicht vergessen sollen, während sie die "große Verjüngung der chinesischen Nation" verfolgen. Das Werk ist auch Teil der Feierlichkeiten zum 200. Geburtstag von Marx, die von der chinesischen Regierung durchgeführt werden. Die Serie besteht aus einer Staffel mit 7 Episoden.
Am 18. Dezember 2018 kündigte Bilibili über die Social Media Website Sina Weibo an, dass sie die Serie "bald" streamen werde. Am 28. Januar 2019 wurden die ersten drei Folgen verfügbar gemacht, wobei die dritte Folge nur für angemeldete Mitglieder zugänglich war. Ende Februar 2019 sind sechs Folgen verfügbar, wovon die sechste Folge nur für angemeldete Mitglieder zugänglich ist.

## Rezeption
Die Ankündigung der Zeichentrickserie weckte internationales Medieninteresse. Darüber wurde von großen Zeitungen und Medien aus Chile, Mexiko, Paraguay, Peru, den Philippinen und Spanien berichtet sowie in der Paraguayer Última Hora; Peruanische La República und RPP; Philipphine The Manila Times; Die Ankündigung "hat das Netz im Sturm erobert", so Mercedes Millingan vom Animation Magazine. Einen Tag nach der Veröffentlichung des Werbevideos wurde es 211.000 Mal auf Bilibili und über 41.000 Mal auf Twitter gesehen, und 37.000 Benutzer verfolgten die Serienseite, um eine Benachrichtigung zu erhalten, wenn die Zeichentrickserie verfügbar ist. Einige Internetnutzer waren jedoch skeptisch und erklärten, dass die Darstellung der Hauptfiguren "zu schön sei, um wahr zu sein". Es wurden auch Kommentare zu Marx' Handschrift abgegeben, die im Vergleich zur Realität viel ordentlicher erscheint.
Die Produktion einer Marx-Serie durch die Chinesen galt meist als Propaganda, wobei Mandy Zuo von der South China Morning Post betonte, wie "sein Bild das ganze Jahr über ein gemeinsames Merkmal der offiziellen Propaganda war". Didi Tang, der für The Times schrieb, hielt es für im Einklang mit früheren Produktionen der Regierung, wie der Fernseh-Talkshow 马克思是对的  (Pinyin: Mǎkèsī shì duì de, Marx hat recht) aus dem Jahr 2018. Er bezeichnete es als "Versuch der Regierungspartei, bei jungen Menschen ein Interesse an Marx zu wecken" in einem Kontext, in dem die chinesische Generation Y mit den Arbeitsbedingungen nicht ganz zufrieden ist. Auf der anderen Seite empfand Millingan, dass es einfach im Einklang mit der Popularität der Konzepte des Sozialismus und Kommunismus unter den jüngeren Generationen stand und dass es "nur eine Frage der Zeit war, bis dieser Trend in der Animation Einzug hielt".
Im chinesischen Netzwerk Douban, in dem Benutzer Inhalte zu Filmen, Fernsehserien und Musik erstellen und diese bewerten können, erhielt die Zeichentrickserie eine Bewertung von zwei von fünf Sternen.
Deutschlandfunk Kultur bescheinigte Ling Feng Zhe „Politische Erziehung im Zeichentrickfilm“.  „In sieben Teilen macht die chinesische Videoplattform Bilibili aus dem deutschen Philosophen und Ökonom einen echten Superhelden und transportiert dabei Propaganda.“ Auf Bilibili wurde der Zeichentrickfilm bis Februar 2019 5 Mio. Mal aufgerufen.